# Bílé Vchynice
Bílé Vchynice (německy Chinitz) je vesnice, část obce Kladruby nad Labem v okrese Pardubice. Nachází se asi 5,5 km na severozápad od Kladrub nad Labem. V roce 2009 zde bylo evidováno 76 adres. V roce 2001 zde trvale žilo 104 obyvatel.
Bílé Vchynice je také název katastrálního území o rozloze 3,12 km2.

## Fotogalerie

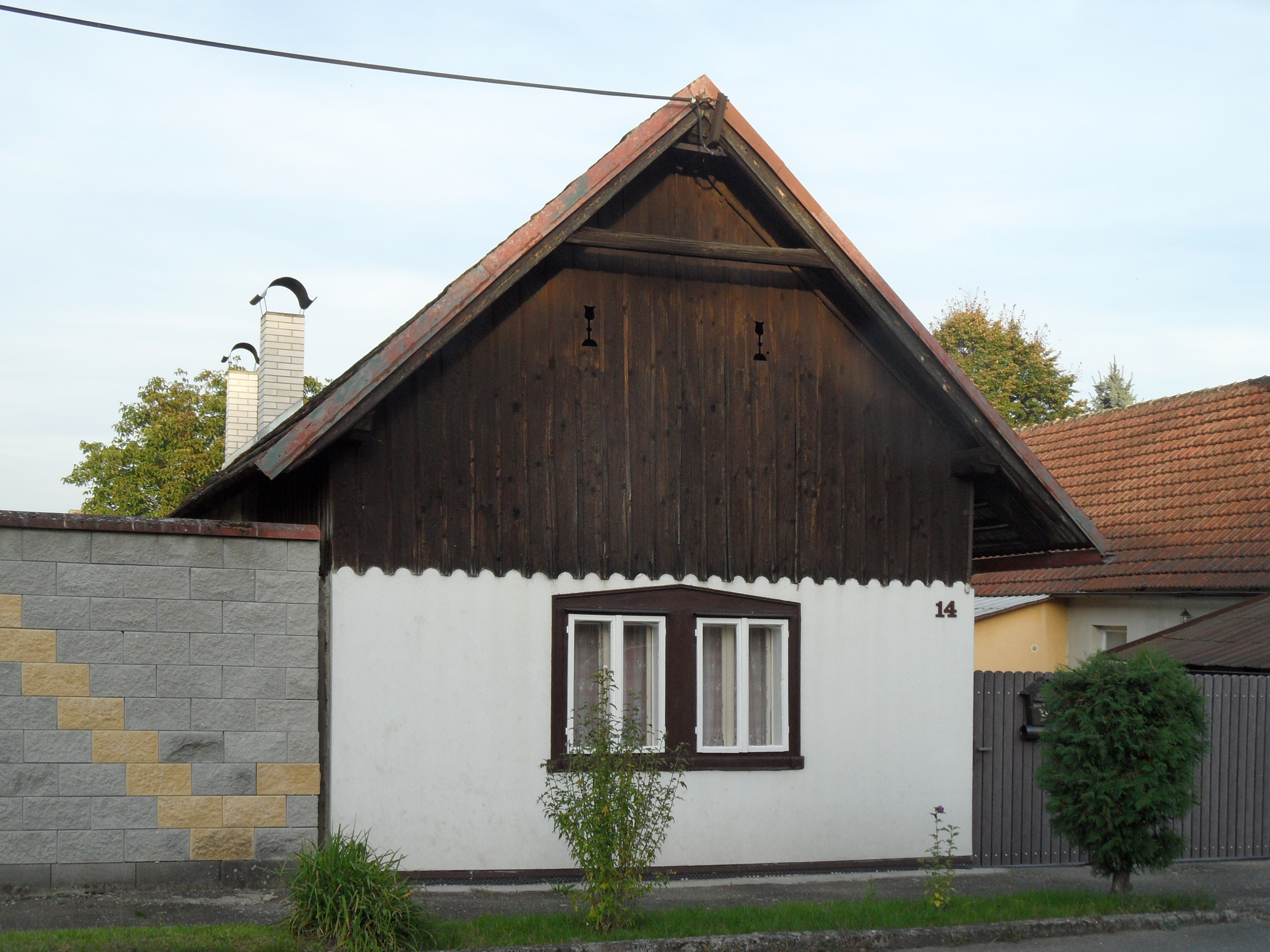
Dům čp. 14
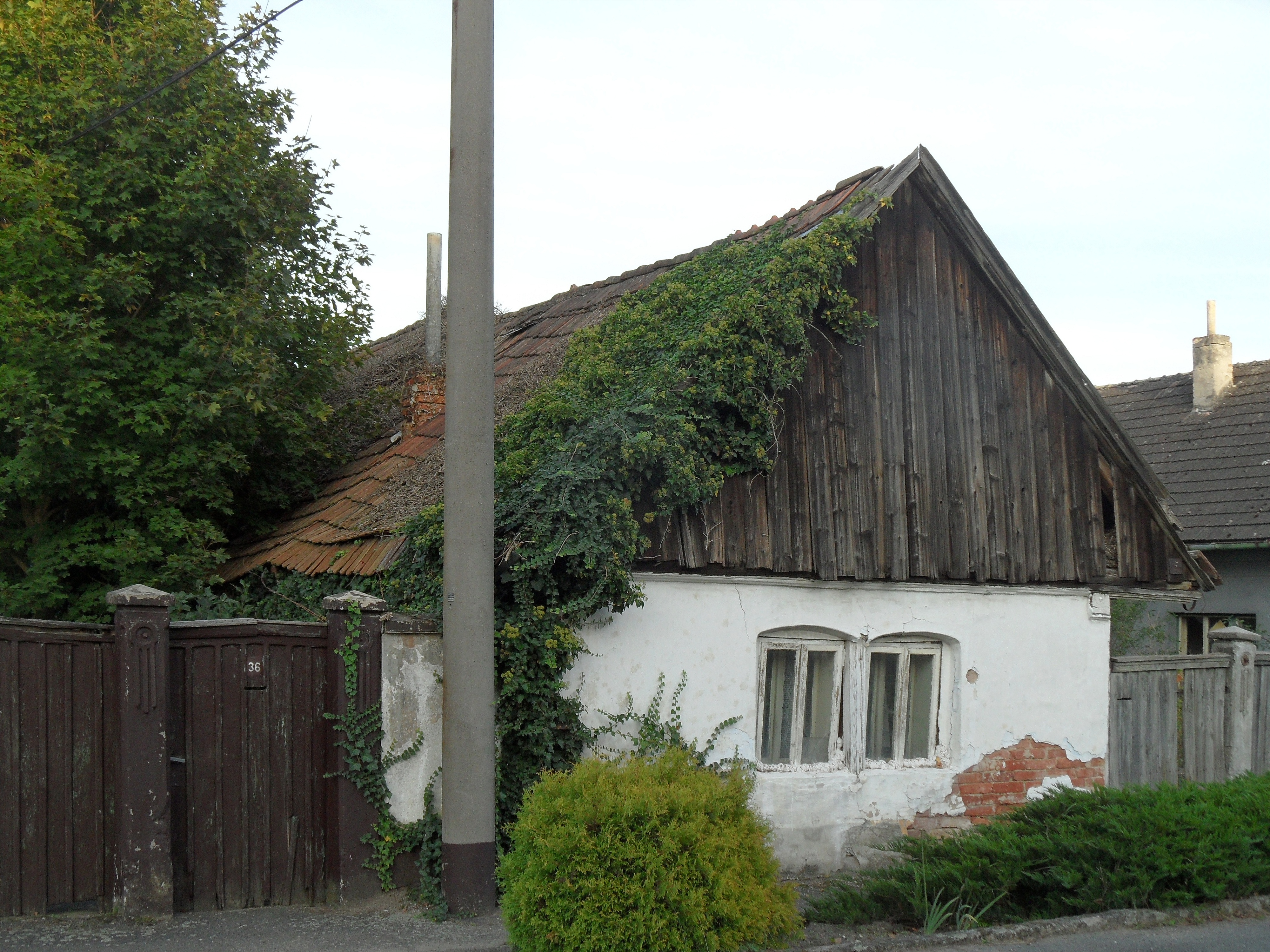
Staré stavení
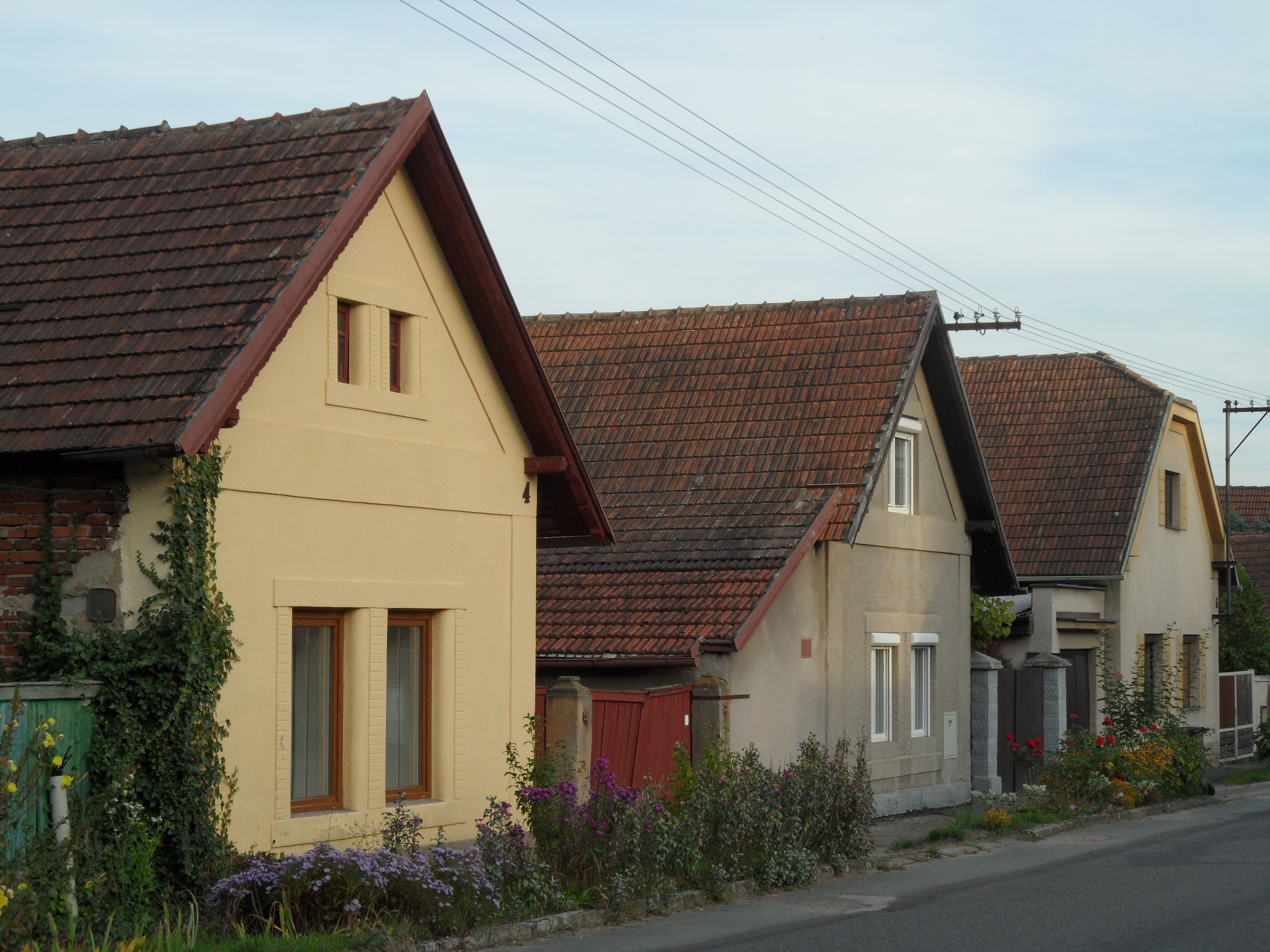
Domy podél silnice
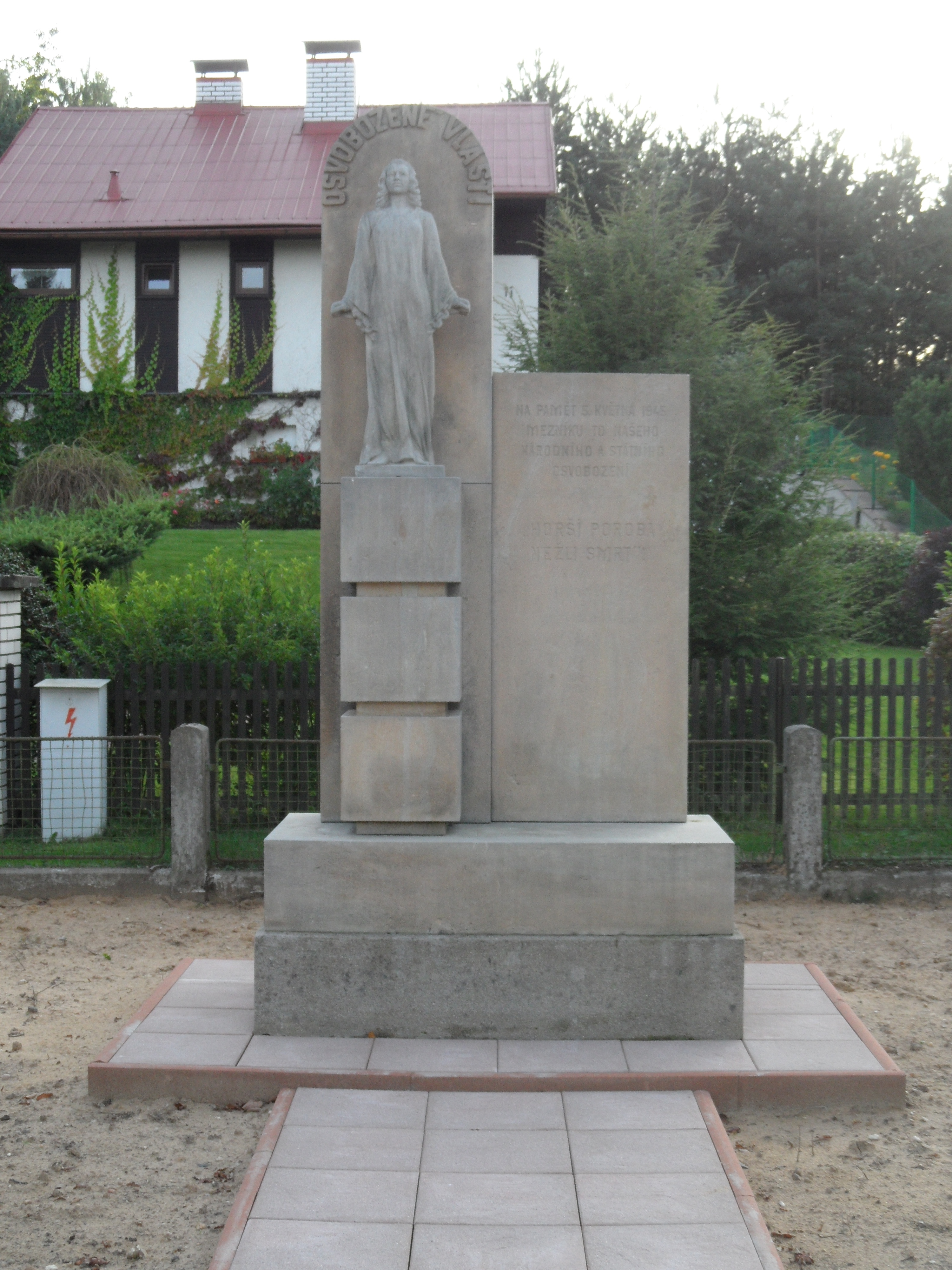
Památník obětem 2. světové války